# Картофельная моль
Картофельная моль (Phthorimaea operculella) — вид бабочек семейства выемчатокрылые моли. Сельскохозяйственный вредитель—олигофаг, повреждающий картофель (клубни и вегетативную часть), баклажан, табак, томат, перец, паслён, белладонну, физалис и прочие паслёновые.

## Описание

### Имаго
Бабочка картофельной моли имеет длину тела около 10 мм и размах крыльев около 12 мм. Взрослые особи моли имеют узкое светло-коричневое тело с серовато-коричневыми крыльями, содержащими множество мелких тёмных пятен. У моли два набора крыльев, оба с рваными краями. Самки отличаются от самцов чёрным рисунком в виде буквы «X» на передних крыльях, когда они сложены.

### Яйца
Взрослая самка картофельной моли может отложить более 200 яиц за свою жизнь, в зависимости от условий окружающей среды. Яйца очень мелкие (0,4-0,8 мм), обычно имеют овальную форму, гладкие и имеют жемчужно-белый или желтоватый цвет. Личинки обычно вылупляются примерно через пять дней.

### Личинки
Личинки картофельной моли голые, обычно имеют длину 10-15 мм, белые или жёлтые с коричневой головой и переднегрудью. По мере созревания личинки её цвет меняется с белого/жёлтого на розово-зелёный. На груди есть небольшие чёрные точки, а также щетинки на каждом сегменте, и личинка обычно питается своим растением-хозяином до двух недель до окукливания.

### Куколки
Куколки картофельной моли имеют узкое тело длиной около 12-13 мм (1/2 дюйма) и заключены в шелковистый кокон серебристо-серого цвета. Цвет куколок варьируется от белого до коричневого. Они развиваются во взрослое насекомое в течение 10-30 дней, в зависимости от условий окружающей среды.

## Образ жизни и среда обитания
Картофельная моль размножается в полях и в овощехранилищах.
Яйца могут быть отложены на почве рядом с предпочтительным растением-хозяином, но обычно они откладываются рядом с жилкой на листе, между почкой и стеблем или под стеблем. Личинки из яиц обычно вылупляются примерно через пять дней.
Чтобы личинка определила, хочет ли она выбрать определенное растение-хозяина, она сначала тратит 5-15 минут, передвигаясь по листьям и прикрепляя нить шёлка к поверхности по ходу движения. Личинка делает небольшие изменения в направлении, пока движется, и иногда кусает лист четыре-пять раз. Как только она выбирает место для внедрения в растение, личинка строит шёлковую крышу вокруг этой области, а затем начинает прогрызать растение вовнутрь, откладывая кусочки в сторону от отверстия.
На растениях, не являющихся хозяевами, личинки делают меньше пробных укусов и откладывают шёлк. В среднем личинка передвигается быстрее по растению, не являющемуся хозяином, чем по предпочитаемому растению-хозяину, и если она достигает края листа, то покидает растение, а не разворачивается.
Личинки выедают паренхиму листьев, образуя мины на них. Личинка может вгрызаться в черешок, и тогда лист погибает полностью. Личинки также развиваются внутри клубней, пронизывая их ходами, такие клубни напоминают губку. В отдельных клубнях может развиваться более 10 гусениц. Характерный внешний признак повреждения клубней картофеля — скопление экскрементов на поверхности. Картофель, сильно повреждённый картофельной молью, становится непригодным для посадки и переработки.
Распространяется картофельная моль на всех стадиях развития с клубнями картофеля и плодами паслёновых культур.

## Географическое распространение
Картофельная моль встречается по всему миру, но предпочитает субтропический, тропический и средиземноморский климат. В Соединенных Штатах картофельная моль была замечена по крайней мере в 25 штатах, особенно вдоль Атлантического и Тихоокеанского побережья. Картофельная моль также часто встречается в Африке, Азии, Европе, Южной Америке и Океании. В общей сложности моль была зарегистрирована в более чем 90 странах.